# Dilor
Dilor (Daslor) ist ein osttimoresischer Suco im Verwaltungsamt Lacluta (Gemeinde Viqueque).
Der Fluss Dilor liegt weiter westlich, an der Grenze zwischen den Gemeinden Viqueque und Manatuto.

## Geographie

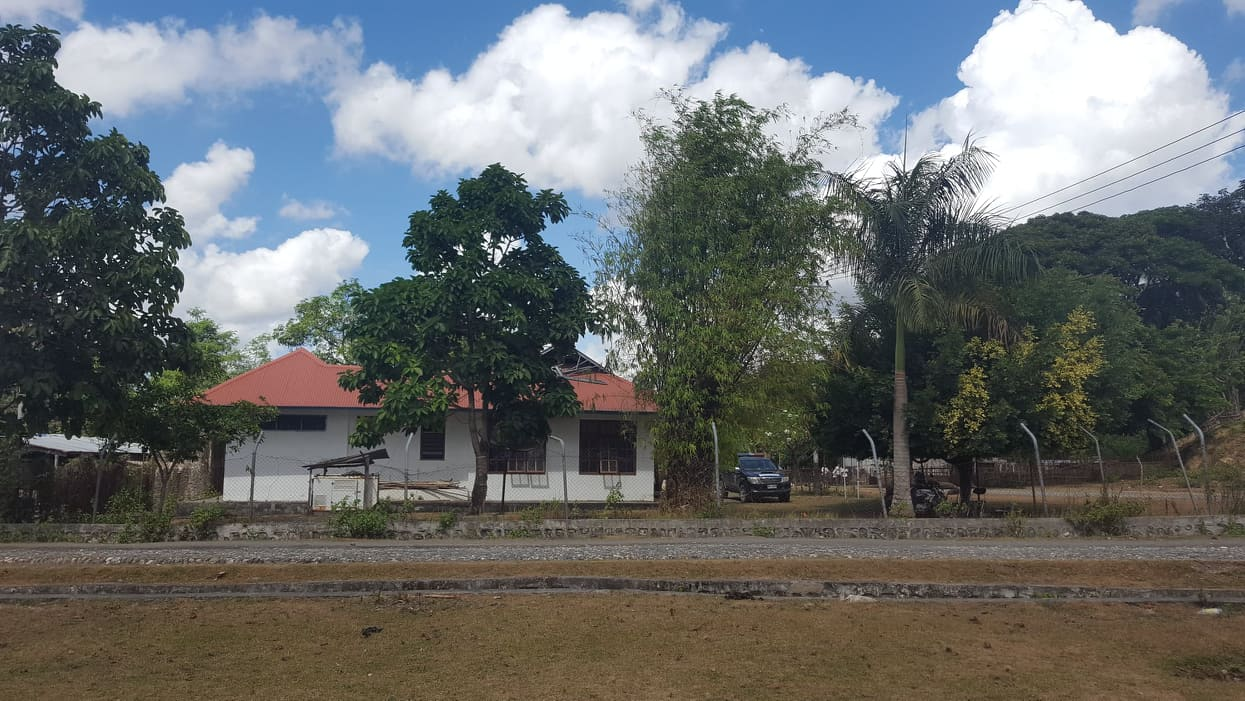
Die Polizeistation in Dillor

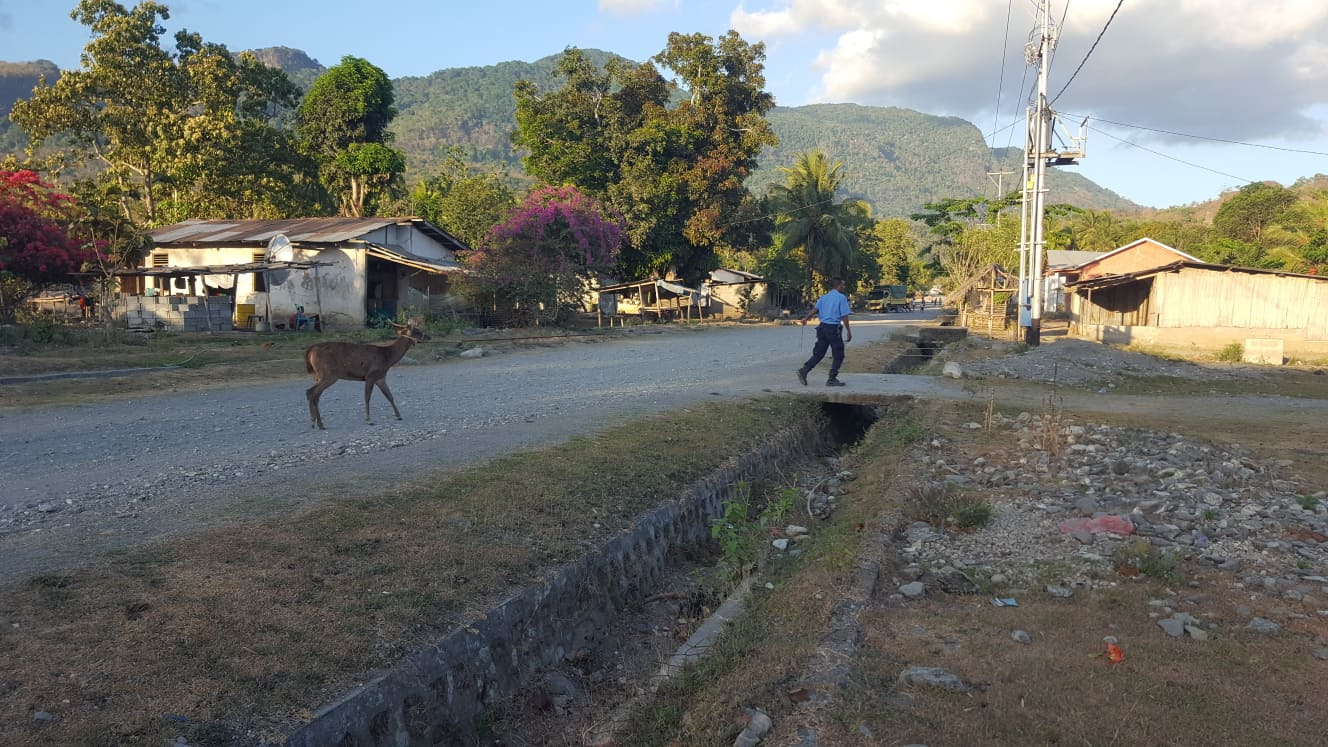
Ein Mann mit einem Mähnenhirsch in Dilor

Der Suco liegt im Osten des Verwaltungsamts Lacluta. In Norden und Westen befindet sich der Suco Laline, südwestlich der Suco Ahic und südlich der Suco Uma Tolu. Im Osten grenzt Dilor an das Verwaltungsamt Viqueque mit seinen Sucos Bibileo und Bahalarauain. An der Nordostecke des Sucos entspringt der Maracoa, des Tuco. An der Westgrenze entsteht der Derocaan, der dieser dann ein Stück nach Süden folgt, während der Cauhoo im Zentrum von Dilor entspringt und das Siedlungszentrum Dilor auf die beiden Sucos Dilor und Laline aufteilt. Dilor hat eine Fläche von 40,21 km² und teilt sich in die fünf Aldeias Acadiru Hun, Aidac Laran, Boruc, Rade Uman und Tula Oli. Obwohl die Aldeia Aidac Laran in Dilor liegt, befindet sich der Ort im Suco Laline. Genau andersherum verhält es sich mit dem Ort und der Aldeia Mau Ama. Die Aldeias Hali Mean und Cai Ua liegt im Suco Ahic.
Der Ort Dilor liegt im Süden des Sucos, auf einer Meereshöhe von 222 m. Er ist der Hauptort des Verwaltungsamts Lacluta und besteht aus mehreren nah aneinanderliegenden Ortsteilen, die links und rechts des Flusses Cauhoo liegen. Nur die Ortsteile am Ostufer gehören zum Suco Dilor, jene im Westen gehören zum Suco Laline. Die Landeshauptstadt Dili liegt 81 Kilometer nordwestlich. Hier befindet sich ein kommunales Gesundheitszentrum, ein Hubschrauberlandeplatz, eine prä-sekundäre Schule und die Grundschule des Sucos, die Escola Primaria Dilor.
Zu Dilor gehören die Ortsteile Ahic, Aimetahun (Aimeta-Hun), Boruc, Cailooc, Caitia, Cai Ua (Caiua), Craicboco, Hali Mean (Halimean), Mau Ama (Mauama), Rade Uman (Radeuman, Rade Uma) und Tula Oli (Tulaoli). Beide Flüsse münden schließlich in den Luca. In der Tropfsteinhöhle Niki Uma („Fledermaushaus“, Lage) in Dilor gibt es eine mehrstufige Sinterterrasse.

## Einwohner
In Dilor leben 2.627 Einwohner (2022), davon sind 1,375 Männer und 1.252 Frauen. Im Suco gibt es 519 Haushalte. Über 59 % der Einwohner geben Midiki als ihre Muttersprache an. Fast 38 % sprechen Tetum Terik und eine kleine Minderheit Tetum Prasa.

## Geschichte
Dilor war eines der traditionellen Reiche Timors, die von einem Liurai regiert wurden. Es erscheint auf einer portugiesischen Liste von 1769.
Nachdem sich Osttimoresen in Lacluta den indonesischen Invasoren ergeben hatten, wurden viele interniert. Überlebende berichten:

„ABRI und der Subdistriktadministrator (camat) entschlossen sich die Internierten von der alten Stadt Lacluta in das Dorf Dilor zu verlegen. In Dilor wurden politische Führer und FALINTIL-Mitglieder gefoltert und getötet. Alle Männer, die älter als 15 Jahre alt waren, wurden angewiesen, sich beim Militärposten am Morgen und am Abend zu melden und nachts Wachdienst zu leisten. Wenn sie sich nicht fügten, wurde ihr gesamter Besitz gestohlen und sie konnten gefoltert werden. So zum Beispiel konnte man in schmutziges Wasser für drei Stunden eingetaucht werden, gezwungen werden durch Dornenbüsche zu laufen, auf Kohlen zu stehen oder man wurde mit dem Kopf nach unten aufgehängt. Frauen wurden regelmäßig vergewaltigt und an Hansip und Soldaten zwangsverheiratet, ohne Einverständnis von ihnen oder ihren Familien. Viele Kinder die daraus hervorgingen, wurden einfach verlassen.
1979 bis 1980 erhielten wir Hilfsgüter vom Indonesischen Roten Kreuz, wie Trockenfisch, Huhn, Milch, Mehl, Salz, Decken und Medikamente und wurden von medizinischen Personal betreut, einem Arzt und zwei Krankenschwestern. Jedoch war das Essen, was wir bekamen, zu proteinreich zum Verdauen für unterernährte Menschen und viele starben. Uns wurde schließlich erlaubt, Gärten anzulegen, aber nur in einem Umkreis von weniger als einen Kilometer rund um Dilor und nur mit einer Reisegenehmigung vom Sicherheitschef. Häufig gab es Zwangsarbeit ohne Bezahlung. Es gab keine Ausbildungsmöglichkeiten, weil es keine Einrichtungen oder Lehrer gab. Schulkinder wurden zum Dienst als TBOs (tenaga bantuan operasi, „Operationsassistenten“) gezwungen.“

Das Lager befand sich in Rade Uman. Die Internierten bauten ohne Bezahlung sechs öffentliche Gebäude, so die medizinische Station und Häuser des Militärkommandants des damaligen Subdistrikts und Regierungsbeamter. Auch am Wassersystem arbeiteten sie.
In der Region gingen die indonesische Armee und pro-indonesische Milizen im Vorfeld des Unabhängigkeitsreferendums 1999 gegen die Befürworter der Unabhängigkeit Osttimors vor. Am 20. März schlugen und bedrohten Milizionäre Leute in den umliegenden Dörfern. Etwa 160 Personen wurden vorläufig vom indonesischen Militär verhaftet, etwa 500 flohen aus ihren Häusern. Am 30. April töteten Milizen in Dilor zwei Menschen. Das Dorf wurde schließlich niedergebrannt. Von den ursprünglich 1256 Einwohnern floh ein großer Teil, so dass 2000 nur noch 740 Menschen in Dilor lebten.

## Politik
Bei den Wahlen von 2004/2005 wurde Abilio Maria Soares zum Chefe de Suco gewählt. Bei den Wahlen 2009 gewann António da Silva und 2016 Jacinto Ximenes.